# مراقبت فرجه‌ای

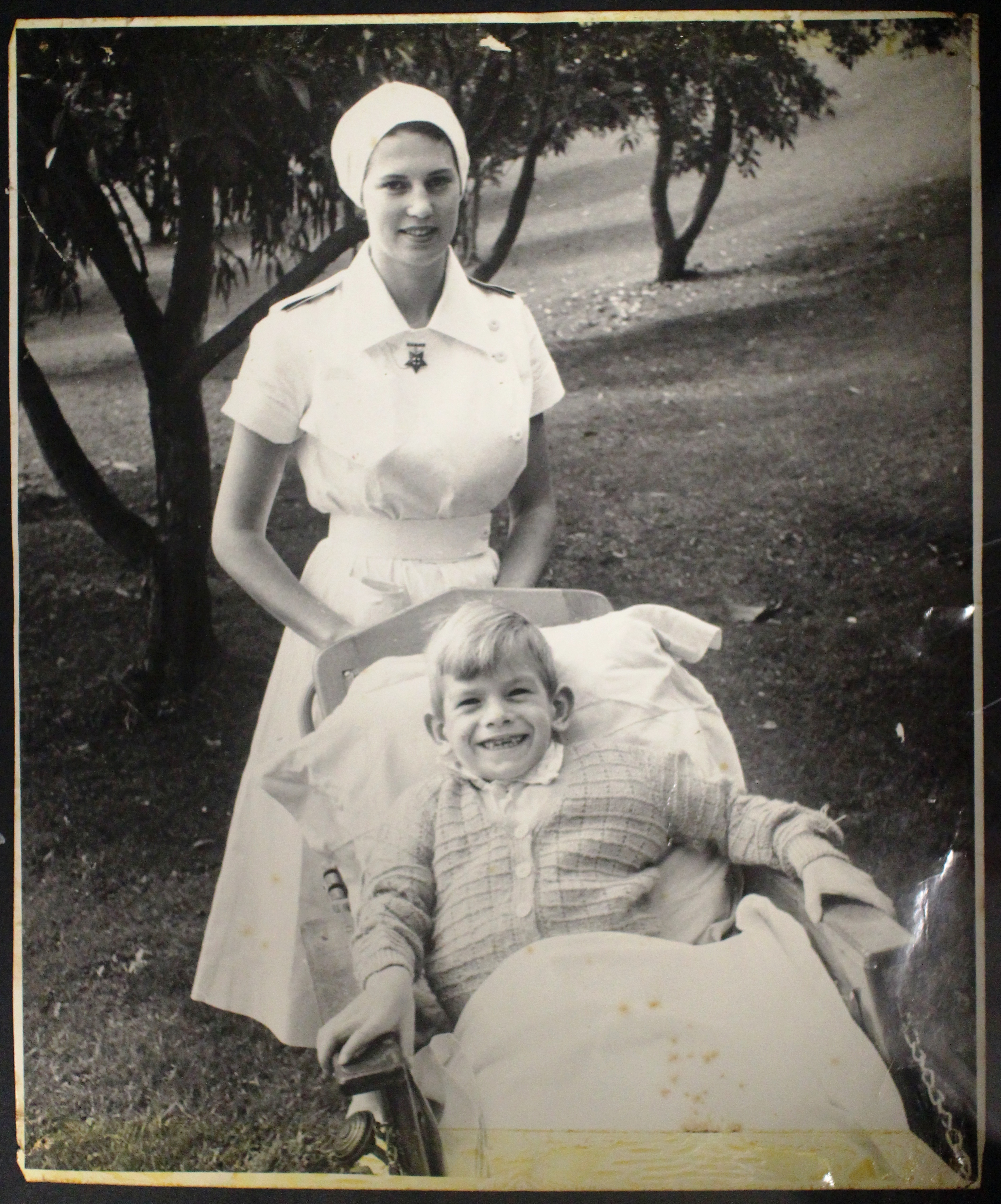
بانویی پرستار درحال مراقبت از کودک.

مراقبت فُرجه‌ای (انگلیسی: Respite care) یا مراقبت کوتاه‌مدت، مراقبتی است که توسط جایگزین پرستار همیشگی صورت می‌گیرد.
مراقبت موقتی از شخصی که نمی‌تواند از خودش مراقبت نماید تا پرستاران همیشگی بتوانند از مرخصی استفاده نمایند. امکان دارد این مراقبت شامل پرستاری از بیمار در منزل او، پرستاری از افراد بالغ در طول روز، یا پرستاری در آسایشگاه سالمندان باشد.
برای نمونه، مراقبت فرجه‌ای کمک گرفتن از فردی از بیرون خانواده است تا به کودک معلول رسیدگی کند و به والدین و دیگر فرزندان کمک می‌کند تا فرصت بیشتری برای رسیدن به خود و تجدید روابطشان پیدا کنند.